# Liste von Persönlichkeiten aus Arosio TI
Diese Liste enthält in Arosio im Kanton Tessin geborene Persönlichkeiten und solche, die in Arosio ihren Wirkungskreis hatten, ohne dort geboren zu sein. Die Liste erhebt keinen Anspruch auf Vollständigkeit.

## Persönlichkeiten
(Sortierung nach Geburtsjahr)
- Giovanni Codaparte (* um 1445 in Arosio; † nach 1497 in Mailand ?), Baumeister tätig am Schloss von Lugano[1]
- Antonio da Tradate (* um 1450 in Tradate; † nach 1510 ebenda ?), Maler, Wandmaler tätig in der Pfarrkirche San Michele von Arosio. Er war Vertreter der spätgotischen Malerei, tätig zwischen dem 15. und 16. Jahrhundert im Gebiet des heutigen Kantons Tessin, in Graubünden und an den lombardischen Ufern des Lago Maggiore[2][3]
- Giovanni Valmaggini (* um 1575 in Arosio; † nach 15. März 1635 ebenda), Baumeister in Genua[4]

- Familie Barca/Barchi[5]

Pier Felice Barchi Nationalrat

  - Martino de Barca (* um 1200 in Arosio; † nach dem 1261 ebenda), Administrator der Gemeinde[6]
  - Giovanni Antonio Barchi (* um 1570 in Arosio; † nach dem 1636 ebenda ?), Erzpriester von Montronio, Ortschaft von Castiglione d’Intelvi, er stiftete die Pfründe der Madonna von Cimaronco in Arosio[5]
  - Bernardino Barca (* um 1640 in Arosio; † März 1703 in Bologna), Sohn von Michele, Stuckateur in Piacenza, Bologna, Reggio nell’Emilia und im Oratorium San Giuseppe in Cortemaggiore[7]
  - Giovan Domenico Barchi (* 1686 in Arosio; † 1760 in Montepulciano), Baumeister in Siena, in Montepulciano[8] und in Villa Contucci a Sant’Albino[9]
  - Sebastiano Barchi (* um 1745 in Arosio; † 1. August 1797 in Montepulciano), Baumeister in Lucignano und in Montepulciano[10]
  - Bernardino Barchi (* um 1750 in Arosio; † 22. März 1794 in Montepulciano), Baumeister[11]
  - Giacomo Barchi (* 1754 in Arosio; † 21. August 1794 in Montepulciano), Baumeister[12]
  - Sebastiano Barchi (* um 1795 in Arosio; † nach 1850 ebenda), Maler, er plante die Strasse Gravesano-Arosio[13]
  - Edoardo Barchi (* um 1905 in Arosio; † um 1965 ebenda ?), Autor: Gli artisti Barchi di Arosio. In: Bollettino storico della Svizzera italiana, 28, Bellinzona 1953.
  - Piero Barchi (* in Arosio ?; † 21. Dezember 1963 in Gravesano), Anwalt, Politiker (FDP.Die Liberalen)[14]
  - Pier Felice Barchi (1929–2018), aus Arosio, Sohn des Edoardo, Rechtsanwalt, Politiker, Nationalrat.

- Giovanni Battista Barchetta (* um 1728 in Arosio; † 15. April 1807 in Mailand), Baumeister, Wohltäter des Ospedale Maggiore (Mailand) (Ca' Granda) zu Mailand, dem er die Hälfte seines Vermögens vermachte[15]

- Familie Rusca[16]
  - Martinus Bazius Rusca (* um 1330 in Arosio; † nach 1347 ebenda), erster 1347 in Arosio erwähnter Rusca dieses Zweiges, kaufte damals von Michele Rusca von Bedano Grundbesitz in Manno[16]
  - Bartolomeo Rusca (1680–1745), Maler in Kanton Tessin und Madrid
  - Camillo Rusca (* um 1780 in Arosio; † nach 18. November 1818 in Parma ?), Bildhauer[17]
  - Matteo Rusca (* 29. September 1807 in Arosio; † 19. Januar 1886 in Parma), Stuckateur in Parma und Piacenza, er führte die Stückarbeiten am Palazzo der Kaiserin Marie-Louise von Österreich in Parma aus, schuf den innern Fries der Kirche San Rocco, zwölf Statuen für das Teatro Regio in Parma; Professor an der Accademia di belle arti di Parma; 1885 vermachte er 20.000 Fr. dem Grossen Spital von Parma und sein übriges Vermögen zur Gründung des Instituto Ruscas in Gravesano (eröffnet 1893)[16][18]

- Künstlerfamilie Cremona[19]

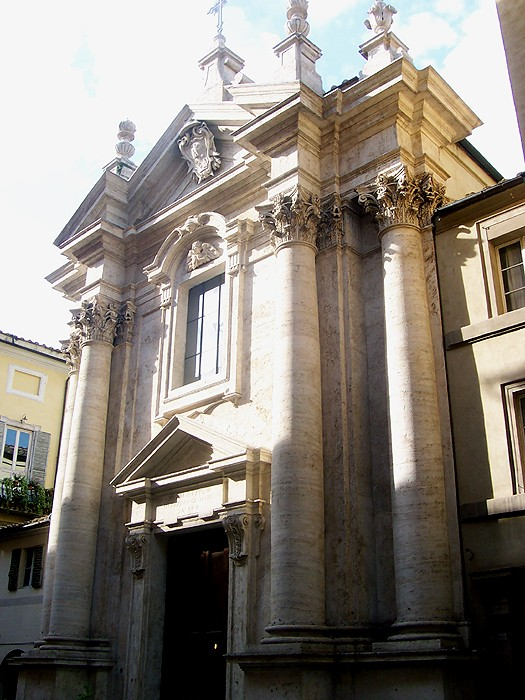
Gian Pietro Cremona: Fassade der Kirche San Giorgio, Siena, 1738

  - Bartolomeo Cremona (*  in Arosio; † nach ebenda), Militäringenieur, Mitarbeiter bei der Erstellung des von Giuliano von Bissone ausgeführten Hafenplanes von Savona 1437[19]
  - Melchiorre Cremona (* um 1550 in Arosio; † nach 1601 in Rom?), Bildhauer, seit 1577 in Rom erwähnt. 1591 schuf er mit Mutius de Quartis das Grabmal des Federico Cornaro (Kardinal)s in der Kirche San Silvestro al Quirinale. 1598–1601 arbeitete er in der Basilica San Giovanni in Laterano. 1591 war er Vorsteher der Brüderschaft lapicidarum oder der Bildhauer von Rom[19][20]
  - Michele Cremona (* um 1680 in Arosio; † nach 1700 in Piacenza ?), Stuckateur in Piacenza[21]
  - Francesco Cremona (* um 1670 in Arosio; † nach 1709 in Piacenza), Stuckateur, Bildhauer in Piacenza (17. Juni 1709)[22]
  - Gian (Giovanni) Pietro Cremona (* um 1680 in Arosio; † um 1745 in Siena), Architekt, Stuckateur, Bildhauer, Schüler von Mazzuoli, er schuf die Grabmäler des Erzbischofs Zondadari und des Kardinals Antonio Felice Zondadari (Kardinal, 1740) in der Kapelle des Sankt Georgsseminars in Siena. Diese Kapelle besitzt auch Stukkaturen von ihm[23][24]; im Jahr 1738 schuf er die Fassade der Kirche San Giorgio in Siena und 1741 entwarf er auch die Stuckdekorationen im Innern.[21]
  - Andrea Cremona (* 1700 in Arosio; † nach 1740 in Montepulciano ?), Stuckateur[25]
  - Pietro Cremona (* um 1800 in Arosio; † nach 1839 in Turin ?), Bildhauer, Stuckateur[21]

- Girolamo Guglielmetti (* 1713 in Arosio; † 1788 in Mailand), Oblat, Professor der Theologie und Philosophie, Mitglied der Accademia dei Trasformati in Mailand[26]
- Bernardo Boschetti (* um 1760 in Arosio; † 29. März 1823 ebenda), Arzt, Notar, Politiker, Mitglied der provisorischen Regierung von Lugano 1798, Abgeordneter im Tessiner Grossrat 1803–1823 (Präsident 1807, 1811), Kantonsrichter 1805–1807 und 1823, Staatsrat 1807–1813[27]
- Pietro Ferroni (* 16. November 1774 in Arosio; † 14. August 1867 in Gravesano), Stuckarbeiter, Er schuf eine Reihe von Statuen für die Fassade des Liceo von Como und nach einem Entwurf von Ferdinando Albertolli, den Altar der Pfarrkirche San Giovanni Battista von Sonvico, den Hochaltar der Propstkirche Santi Giovanni Battista e Provino von Agno (1829); ferner die Medaillons der Fassade des Regierungsgebäudes Palazzo delle Orsoline von Bellinzona und ein Cristoforo-Colombo-Denkmal in Genua[28][29]